# Shawn Reaves
Shawn Reaves (Monroe (Louisiana), 5 februari 1978) is een Amerikaans acteur.
Reaves nam les aan het Lee Strasberg Theatre and Film Institute in Manhattan (New York).

## Filmografie

### Films
Uitgezonderd korte films.
- 2023 Parallel Worlds: A Psychedelic Love Story - als JB
- 2009 Shadowheart – als Johny Cooper
- 2004 Dandelion – als Arlee
- 2002 Auto Focus – als Bob Crane jr. op 20-jarige leeftijd
- 2001 Things Behind the Sun – als Tex

### Televisieseries
Uitgezonderd eenmalige gastrollen.
- 2003 – 2005 Tru Calling – als Harrison Davies – 27 afl.

- International Standard Name Identifier: 0000 0000 8066 7702
- Library of Congress Control Number: no2010090775
- MusicBrainz: 3873c2c9-c23b-4242-83b3-399f6479d093
- Virtual International Authority File: 122233308
- WorldCat: E39PBJdRwDPxcQR9ktdmy4WxDq